# Vladímir Shishélov
Vladímir Aleksándrovich Shishélov (en ruso: Влади́мир Алекса́ндрович Шише́лов; Apsheronsk, RSFS de Rusia; 8 de noviembre de 1979) es un exfutbolista de Uzbekistán nacido en Rusia que jugaba en la posición de delantero.

## Carrera

### Club
| Periodo   | Club                              | Apariciones | Goles |
| --------- | --------------------------------- | ----------- | ----- |
| 1996      | Qizilqum Zarafshon                | 18          | 8     |
| 1997–1999 | Zarafshan Navoi                   | 54          | 24    |
| 2000      | FK Buxoro                         | 29          | 11    |
| 2001      | FC Shinnik Yaroslavl              | 2           | 0     |
| 2001–2002 | FC Lada Togliatti                 | 29          | 8     |
| 2002–2004 | FC Zimbru Chişinău                | 45          | 28    |
| 2004      | Pakhtakor Tashkent                | 5           | 4     |
| 2005      | FC Khimki                         | 3           | 1     |
| 2005      | Changchun Yatai                   | 9           | 6     |
| 2006      | FC Oryol                          | 1           | 0     |
| 2007      | Quruvchi Tashkent                 | 17          | 3     |
| 2008      | FC Zvezda Irkutsk                 | 21          | 10    |
| 2008–2009 | FC Ural Sverdlovsk Oblast         | 56          | 29    |
| 2010–2011 | FC Zhemchuzhina-Sochi             | 27          | 5     |
| 2011      | FC Fakel Vorónezh                 | 15          | 3     |
| 2012      | FK Andijan                        | 11          | 7     |
| 2012      | Nasaf Qarshi                      | 11          | 6     |
| 2013–2014 | FC Metallurg-Kuzbass Novokuznetsk | 11          | 3     |
| 2014–2016 | Qizilqum Zarafshon                | 11          | 3     |

### Selección nacional
Jugó para Uzbekistán en 28 ocasiones del 2000 al 2012 y anotó 11 goles; participó en la Copa Asiática 2004.

## Logros

### Club
Shinnik Yaroslavl
- Russian First League (1): 2001

Zimbru
- Moldovan Cup (2): 2003, 2004

Bunyodkor
- Liga de fútbol de Uzbekistán (1): 2007

### Individual
- Goleador de la División Nacional de Moldavia: 2003-04 (15 goles)

## Estadísticas

### Goles con selección nacional
| N.º | Fecha      | Sede                 | Rival       | Resultado | Torneo                                               |
| --- | ---------- | -------------------- | ----------- | --------- | ---------------------------------------------------- |
| 1   | 30-4-2003  | Taskent, Uzbekistán  | Bielorrusia | 1-2       | Amistoso                                             |
| 2   | 6-11-2003  | Taskent, Uzbekistán  | Hong Kong   | 4-1       | Clasificación para la Copa Asiática 2004             |
| 3   | 6-11-2003  | Taskent, Uzbekistán  | Hong Kong   | 4-1       | Clasificación para la Copa Asiática 2004             |
| 4   | 8-11-2003  | Taskent, Uzbekistán  | Tailandia   | 3-0       | Clasificación para la Copa Asiática 2004             |
| 5   | 8-11-2003  | Taskent, Uzbekistán  | Tailandia   | 3-0       | Clasificación para la Copa Asiática 2004             |
| 6   | 17-11-2003 | Bangkok, Tailandia   | Tayikistán  | 4-1       | Clasificación para la Copa Asiática 2004             |
| 7   | 17-11-2003 | Bangkok, Tailandia   | Tayikistán  | 4-1       | Clasificación para la Copa Asiática 2004             |
| 8   | 9-6-2004   | Taskent, Uzbekistán  | Palestina   | 3-0       | Clasificación para la Copa Mundial de Fútbol de 2006 |
| 9   | 30-7-2004  | Chengdu, China       | Baréin      | 2-2       | Copa Asiática 2004                                   |
| 10  | 9-3-2007   | Shymkent, Kazajistán | Kirguistán  | 6-0       | Amistoso                                             |
| 11  | 27-3-2007  | Macao, China         | China       | 1-3       | Amistoso                                             |